# Curt Wittlin
Curt Wittlin (Reinach, Basileia-Campo, 13 de abril de 1941 - Tortosa, Baix Ebre, 23 de setembro de 2019) foi um filólogo suíço e um perito da língua e literatura catalã medieval.

## Biografia
Curt Wittlin estudou filologia românica em Basileia com Germà Colon, e mais tarde ampliou estudos em Paris, Florença e na Universidade de Barcelona. Ele doutorou-se em 1965 com uma tese sobre a tradução catalã do Tesouro de Brunetto Latini feita por Guillem de Copons. Foi nomeado catedrático de filologia românica e lingüística histórica da Universidade de Saskatchewan, em Saskatoon (Canadá) onde ele chegou em 1967.
Ele tem-se especializado na edição de traduções medievais em Europa de textos de Cícero, Santo Agustinho, João de Gales e outros.  Ele tem trabalhado também sobre Ramon Llull e sobre a história das bibliotecas medievais catalãs. No entanto, o autor catalão medieval ao qual ele tem-se dedicado mais é Francesc Eiximenis. A maioria das edições modernas das obras de Francesc Eiximenis devem-se totalmente ou parcialmente a Curt Wittlin. Assim mesmo, Wittlin tem dedicado numerosos estudos e artigos a Francesc Eiximenis.
Em 1997 ingressou no Instituto de Estudos Catalães e desde 1990 até 1993 foi presidente da North American Catalan Society. Em 2000 ele recebeu o Prêmio Creu de Sant Jordi.

## Obras
- Lo llibre de les dones d'Eiximenis (1980) com F. Naccarato.
- Repertori d'expressions multinominals i de grups de sinònims en traduccions catalanes antigues (prêmio Nicolau d'Olwer, 1989).
- La geometría secreta del tapís de Girona em Revista de Girona, 1991.
- De la traducció literal a la creació literària (prêmio Serra d'Or 1996).
- Entorn de les edicions de textos medievals em Estudis Romànics, 2004.